# Алёхин, Игорь Анатольевич
Игорь Анатольевич Алёхин (род. 1961, Куйбышев) — советский самбист, российский тренер и спортивный функционер, победитель (1986) и бронзовый призёр (1987) розыгрышей Кубка СССР, серебряный (1987) и бронзовый (1988) призёр чемпионатов СССР, чемпионат Европы по самбо 1987 года, обладатель Кубка мира 1988 года, мастер спорта СССР международного класса. Представлял клубы «Динамо» и «Вооружённые силы» (Куйбышев). Выступал в лёгкой весовой категории (до 62 кг). Излюбленными приёмами борца были подсечка, бросок через спину с захватом ноги, боковая подножка и подсад с захватом за отворот.
В 1998—2002 годах был президентом Самарской областной федерации самбо. Работает тренером в самарском спортивном клубе «Мастер».

## Всесоюзные соревнования
- Кубок СССР по самбо 1986 — ;
- Кубок СССР по самбо 1987 — ;
- Чемпионат СССР по самбо 1987 — ;
- Чемпионат СССР по самбо 1988 — ;